# Castillon (Calvados)
Castillon – miejscowość i gmina we Francji, w regionie Normandia, w departamencie Calvados.
Według danych na rok 1990 gminę zamieszkiwały 284 osoby, a gęstość zaludnienia wynosiła 26 osób/km² (wśród 1815 gmin Dolnej Normandii Castillon plasuje się na 610. miejscu pod względem liczby ludności, natomiast pod względem powierzchni na miejscu 448.).